# سان لويس دي كويلوتا
سان لويس دي كويلوتا (بالإنجليزية: CD San Luis de Quillota)‏ هو نادي كرة قدم تشيلي، يقع مقره في مدينة كيوتا. يشارك في دوري الدرجة الثانية التشيلي [الإنجليزية]. الملعب الرئيسي للنادي هو ملعب بلدية لوسيو فارينا فرنانديز.

## التاريخ
تأسس النادي في 8 ديسمبر 1919.[بحاجة لمصدر]

## إنجازات
- دوري الدرجة الثانية التشيلي:

1955، 1958، 1980، 2014–15
- الكأس الافتتاحية لدوري القسم الثاني التشيلي [الإنجليزية]:

1980
- دوري القسم الثالث التشيلي [الإنجليزية]:

2003

## اللاعبين

### التشكيلة الحالية
التشكيل الحالية لسان لويس دي كويلوتا اعتبارًا من 26 سبتمبر 2021
المصدر: 
| الرقم | الجنسية   | المركز    | اللاعب            |
| ----- | --------- | --------- | ----------------- |
| 1     | تشيلي     | حارس مرمى | برايان مانوسالفا  |
| 2     | تشيلي     | مدافع     | باستيان ميلو      |
| 3     | الأرجنتين | مدافع     | نيستور مويراغي    |
| 4     | تشيلي     | مدافع     | كلاوديو مينيسيس   |
| 5     | تشيلي     | لاعب وسط  | غونزالو بوستوس    |
| 6     | تشيلي     | لاعب وسط  | انطونيو استرادا   |
| 7     | تشيلي     | لاعب وسط  | جونزالو مينديبورو |
| 8     | تشيلي     | لاعب وسط  | فريدي مونيزاجا    |
| 9     | الأرجنتين | مهاجم     | إستيبان كياتشيري  |
| 10    | تشيلي     | لاعب وسط  | دييغو روخاس       |
| 11    | تشيلي     | لاعب وسط  | سيباستيان بارادا  |
| 13    | تشيلي     | مدافع     | فرناندو كورنيجو   |
| 14    | تشيلي     | مدافع     | اجناسيو لارا      |
| 15    | الأرجنتين | مهاجم     | فيرناندو كونيليو  |
| 16    | تشيلي     | لاعب وسط  | ارييل كاسيريس     |
| 17    | تشيلي     | حارس مرمى | بابلو هيريديا     |
| 18    | تشيلي     | مدافع     | فابريزيو توماريلي |

| الرقم | الجنسية    | المركز    | اللاعب                   |
| ----- | ---------- | --------- | ------------------------ |
| 19    | تشيلي      | مهاجم     | جوستافو لانارو           |
| 20    | تشيلي      | مهاجم     | فيكتور كامبوس            |
| 21    | تشيلي      | لاعب وسط  | اليكس دياز               |
| 22    | تشيلي      | مدافع     | رودريغو غونزاليس كاتالان |
| 23    | تشيلي      | مدافع     | دوغلاس إيستاي            |
| 25    | تشيلي      | حارس مرمى | خافيير روجيري            |
| 26    | تشيلي      | لاعب وسط  | كارلوس هورماسابال        |
| 27    | الأرجنتين  | مهاجم     | بابلو كوادرا             |
| 28    | تشيلي      | حارس مرمى | لياندرو رودريغيز         |
| 29    | الأرجنتين  | مدافع     | إزيكييل لونا             |
| 30    | الأوروغواي | مهاجم     | ماتياس ريجوليتو          |
| 31    | تشيلي      | مهاجم     | الكسيس فالنسيا           |
| 32    | تشيلي      | مهاجم     | الكسندر اسبينوزا         |
| 33    | تشيلي      | مهاجم     | ييرالد بينيلا            |
| 34    | تشيلي      | مدافع     | خافيير سوتومايور         |
| 35    | تشيلي      | مدافع     | سيباستيان كاريو          |
| 39    | تشيلي      | مهاجم     | ماورو إيتورا             |

### الإنتقالات الشتوية في عام 2021

#### إنضم
ملاحظة: تشير الأعلام إلى المنتخب الوطني على النحو المحدد في قواعد الأهلية للفيفا. قد يحمل اللاعبون أكثر من جنسية واحدة غير تابعة للفيفا.
| الرقم | البلد     | المركز | اللاعب                                   |
| ----- | --------- | ------ | ---------------------------------------- |
| 1     | تشيلي     | حارس   | برايان مانوسالفا (من هواتشيباتو)         |
| 15    | الأرجنتين | مهاجم  | فيرناندو كونيليو (إعارة من هوراكان)      |
| 27    | الأرجنتين | مهاجم  | بابلو كوادرا (إعارة من يونيون لا كاليرا) |

| الرقم | البلد     | المركز | اللاعب                                     |
| ----- | --------- | ------ | ------------------------------------------ |
| 29    | الأرجنتين | مدافع  | إزيكييل لونا (مجاني)                       |
| 31    | تشيلي     | مهاجم  | الكسيس فالنسيا (إعارة من سانتياغو واندررز) |

#### رحل
ملاحظة: تشير الأعلام إلى المنتخب الوطني على النحو المحدد في قواعد الأهلية للفيفا. قد يحمل اللاعبون أكثر من جنسية واحدة غير تابعة للفيفا.
| الرقم | البلد     | المركز | اللاعب                                     |
| ----- | --------- | ------ | ------------------------------------------ |
| 1     | تشيلي     | حارس   | باولو غارسيس (إلى ديبرتس فالديفيا)         |
| 10    | الأرجنتين | وسط    | كلاوديو موسكا (إلى فيرو كاريل أويستي)      |
| 28    | تشيلي     | وسط    | نيكولاس ليكاروس (إعارة إلى ديبرتس فالينار) |

| الرقم | البلد     | المركز | اللاعب                                 |
| ----- | --------- | ------ | -------------------------------------- |
| 29    | الأرجنتين | وسط    | أندريس ليوي (إعارة إلى ديبرتس أيبيريا) |
| 31    | تشيلي     | وسط    | إد فيرهوفن (إعارة إلى نادي لانوس)      |

## روابط خارجية
- باللغة الإسبانية الموقع الرسمي
- باللغة الإسبانية سان لويس على الموقع الرسمي للرابطة الوطنية التشيلية لكرة القدم للمحترفين